# تي آر تي الأطفال

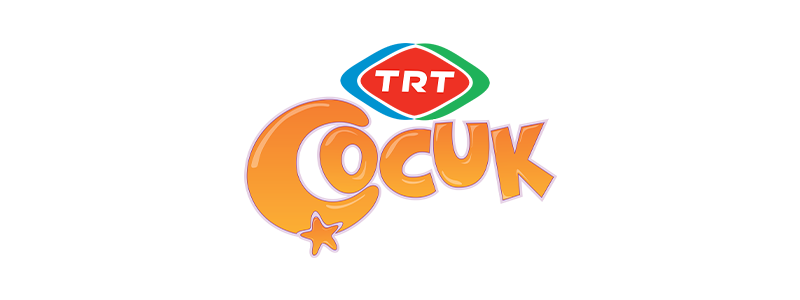
شعار القناة السابق

تي آر تي الأطفال (بالتركية: TRT Çocuk)‏ هي قناة تركيا موجهة للأطفال تعرض الرسوم المتحركة التعليمية والترفيهية بدأت بثها التجريبي في 24 أكتوبر 2008 بدأت بث رسمي في 1 نوفمبر 2008.

## حجب
في فبراير 2020 حُجب موقع القناة كما وحُجب موقع مؤسسة الإذاعة والتلفزيون التركية في السعودية بعد أن إتهم وزير الدولة للشؤون الخارجية السعودي عادل الجبير تركيا بتمويل ورعاية "الميليشيات المتطرفة" في الصومال وليبيا وسوريا, كما تحركت المملكة العربية السعودية لحجب جميع المواقع التركية في المملكة العربية السعودية.